# Las locas del conventillo (María y la otra)
Las locas del conventillo (María y la otra) es una película de Argentina en blanco y negro dirigida por Fernando Ayala según el guion de Gius que se estrenó el 21 de septiembre de 1966 y que tuvo como protagonistas a Analía Gadé, Alberto de Mendoza, Vicente Parra y Concha Velasco. Se exhibió con los títulos alternativos de Las locas del conventillo y de María y la otra.

## Sinopsis
En la década de 1920, dos mujeres llegan de España a Buenos Aires: una se casa con un lechero y la otra se une a una banda de matones.

## Reparto
- Analía Gadé …Lola
- Alberto de Mendoza…Manuel
- Vicente Parra…Manolo
- Concha Velasco…María
- Olinda Bozán
- Mecha Ortiz
- Irma Córdoba
- Pepita Muñoz
- Jorge Sobral
- Paula Galés
- Rosángela Balbo
- Pancho Ibáñez
- Antonio Provitilo
- Raúl Ricutti
- Cacho Espíndola
- Calígula
- Lalo Malcolm
- Jesús Pampín
- Rosángela Balbó
- Eduardo Bergara Leumann como Juan Fernández

## Comentarios
La Nación dijo:

”Alegre y divertida caricatura del Buenos Aires de hace 40 años….El libro de Gius ingenioso y chispeante ha sido desarrollado por F. Ayala con indudable eficacia, con excelente buen humor.”

La Prensa escribió:

”La película tiene todos los elementos atrayentes del sainete divertido y pintoresco.”

Manrupe y Portela escriben:

”Dentro de la línea comercial de Ayala, con elementos y producción hispano-argentinos y algunos buenos momentos cómicos”.